# Neto domaći proizvod
Neto domaći proizvod (NDP) godišnja je mjera ekonomskog učinka države koja se prilagođava radi amortizacije i izračunava se oduzimanjem amortizacije od bruto domaćeg proizvoda (BDP).

### Formula
{\displaystyle NDP=BDP-Dp}
Neto domaći proizvod čini kapital koji je potrošen tijekom godine u obliku propadanja stanovanja, vozila ili strojeva. Obračunata amortizacija često se naziva "doplatak za kapitalnu potrošnju " i predstavlja iznos kapitala koji bi bio potreban za zamjenu te amortizirane imovine. Dio investicijske potrošnje koji se koristi za zamjenu dotrajale i zastarjele opreme - amortizacija - iako je neophodan za održavanje razine proizvodnje, ni na koji način ne povećava kapacitete gospodarstva. Ako bi BDP rastao samo kao rezultat činjenice da se više novca trošilo na održavanje temeljnog kapitala zbog povećane amortizacije, to ne bi značilo da je nekome bilo bolje. Zbog toga neki ekonomisti NDP vide kao bolju mjeru socijalne i ekonomske dobrobiti od BDP-a.
Ako zemlja ne bude u stanju nadoknaditi kapital izgubljen amortizacijom, tada će BDP pasti. Uz to, sve veći jaz između BDP-a i NDP-a ukazuje na sve veću zastarjelost kapitalnih dobara, dok sužavanje jaza znači da se stanje kapitalnih zaliha u zemlji poboljšava. Smanjuje vrijednost kapitala zbog čega se odvaja od BDP-a da bi se dobio NDP.